# 佐伯社屋
佐伯 社屋（さえき の もりや、生没年不詳）は、平安時代初期の貴族。姓は宿禰。官位は正五位下・但馬守。

## 経歴
延暦23年（804年）桓武朝における第四次蝦夷征討が計画され、坂上田村麻呂が征夷大将軍に就任すると、社屋は出羽守に任ぜられ、百済王教雲・道嶋御楯とともに征夷副将軍となる。しかし、翌延暦24年（805年）徳政相論により遠征は中止された。
平城朝でも大同3年（808年）美濃守次いで但馬守と地方官を務め、翌大同4年（809年）従五位上に昇叙された。嵯峨朝の弘仁5年（814年）正五位下に至る。

## 官歴
『日本後紀』による。
- 時期不詳：従五位下
- 延暦23年（804年） 正月24日：出羽守。正月28日：征夷副将軍
- 大同3年（808年） 5月21日：美濃守。5月28日：但馬守
- 大同4年（809年） 4月14日：従五位上
- 弘仁5年（814年） 正月7日：正五位下